# Santana (Porto Alegre)
Santana é um bairro situado na zona leste da cidade brasileira de Porto Alegre, capital do estado  do Rio Grande do Sul. Foi criado pela Lei 2022 de 7 de dezembro de 1959.

## História[1]
O bairro recebeu este nome em homenagem à sesmaria de Santa Ana, área que Jerônimo de Ornelas ocupou ao vir para Porto Alegre, no século XVIII. Devido às frequentes inundações do arroio do Sabão, o bairro era pouco atraente para habitação, e nele moravam muitas famílias negras de baixo poder aquisitivo. No final do século XIX, a rua principal do Santana era a Rua dos Pretos Forros, que passou a se chamar 28 de Setembro a partir de 1871, em alusão à promulgação da Lei do Ventre Livre. A partir de 1885, passou a ser Rua Santana, como permanece até hoje.
O desenvolvimento do bairro ocorreu após a Guerra dos Farrapos. Em 1865, o então governador da província, o conde da Boa Vista, abriu uma via pública com seu nome, que possibilitou a instalação do prado da Boa Vista, valorizando a região.
A partir do século XIX, a urbanização de Porto Alegre trouxe ao bairro Santana a construção de uma ponte, a ampliação das ruas e a circulação da companhia de bondes Carris. Em 1931, foi construída a paróquia São Francisco de Assis.

## Características atuais
O Santana é considerado um bairro residencial de classe média e heterogênea, que possui um comércio de pequeno porte, contando com bares e casas noturnas.

### Pontos de referência
Áreas verdes
- Largo Doutor Roberto Pinto Ribeiro
- Praça Albert Sabin
- Praça Carlos Santos
- Praça Dr. Júlio Aragão Bozano
- Praça Isaac Ainhorn
- Praça Jaime Telles
- Praça João Belém
- Praça Major Joaquim de Queiroz
- Praça Piratini (parte desta)

Educação
- Câmpus Saúde da Universidade Federal do Rio Grande do Sul (UFRGS) e outros prédios relativos a ela:
  - Faculdade de Biblioteconomia e Comunicação (Fabico)
  - Planetário Professor José Baptista Pereira[2][3]
- Colégio Estadual Júlio de Castilhos[4]
- Escola Estadual de Ensino Fundamental São Francisco de Assis
- Escola Estadual de Ensino Fundamental Luciana de Abreu
- Escola Estadual de Educação Básica Apeles Porto Alegre
- Centro Municipal de Educação dos Trabalhadores Paulo Freire[5]

Serviço público
- Departamento Municipal de Habitação (DEMHAB)
- Departamento Municipal de Água e Esgotos (DMAE)
- Palácio da Polícia

Outros
- Casa Lutzenberger
- Hospital Ipiranga, antigo hospital da Ulbra, fechado em 2001;
- Igreja de Jesus Cristo dos Santos dos Últimos Dias
- Igreja Nossa Senhora do Líbano[6]
- Igreja São Francisco
- Instituto de Cardiologia do Rio Grande do Sul[7][8]
- Prédio do Jornal do Comércio

## Galeria

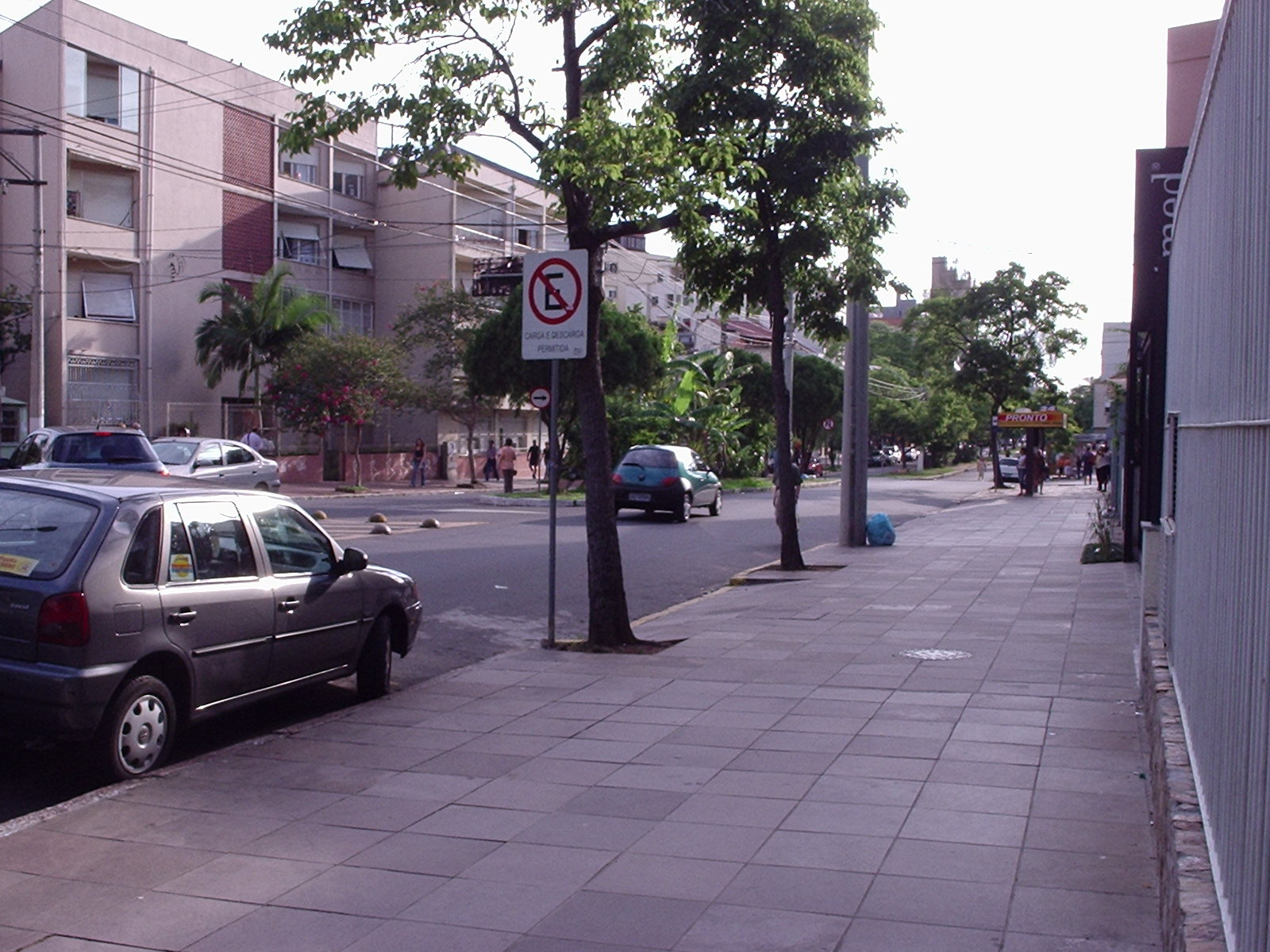
Avenida Jerônimo de Ornelas
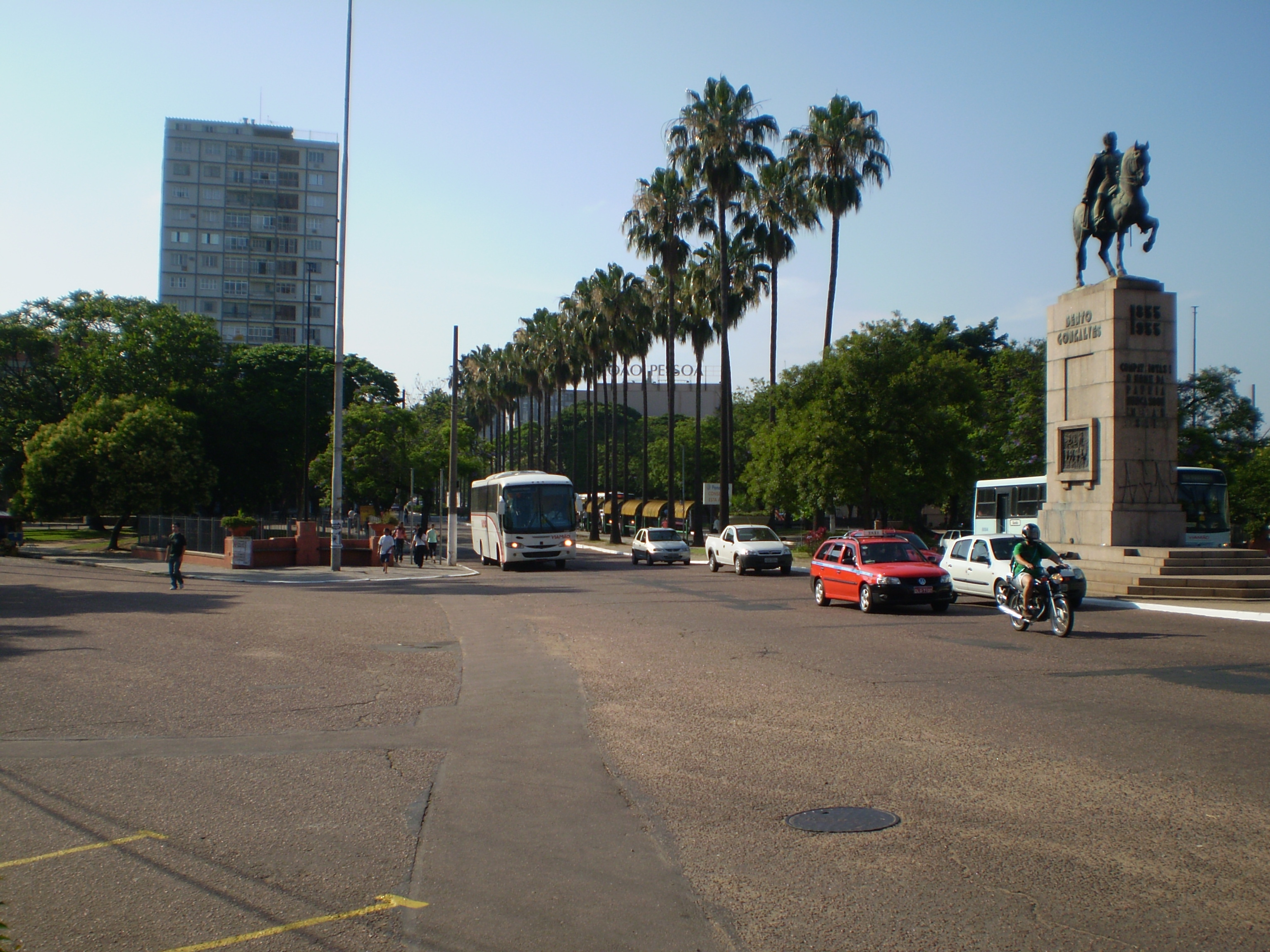
Avenida João Pessoa
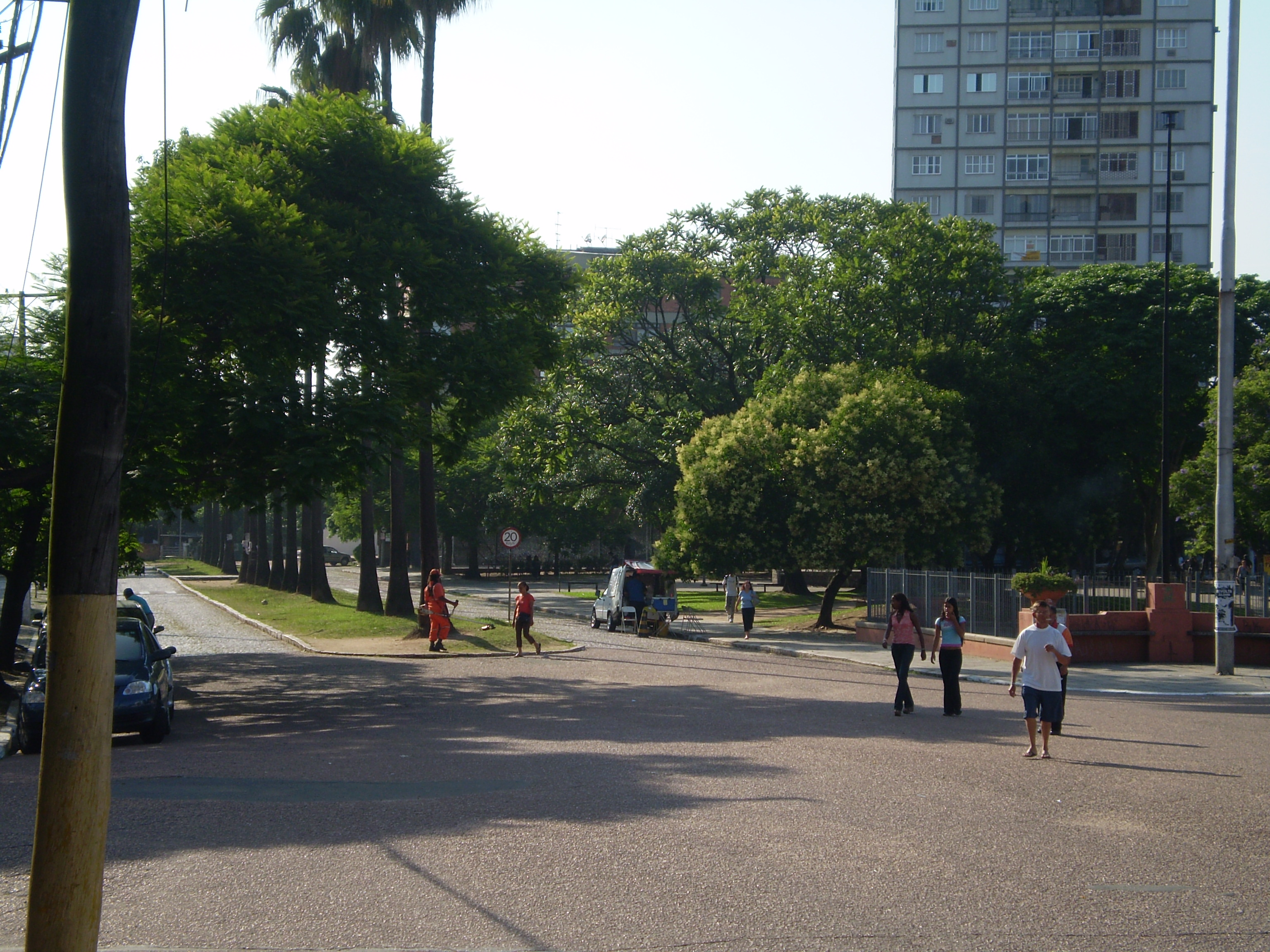
Praça Piratini
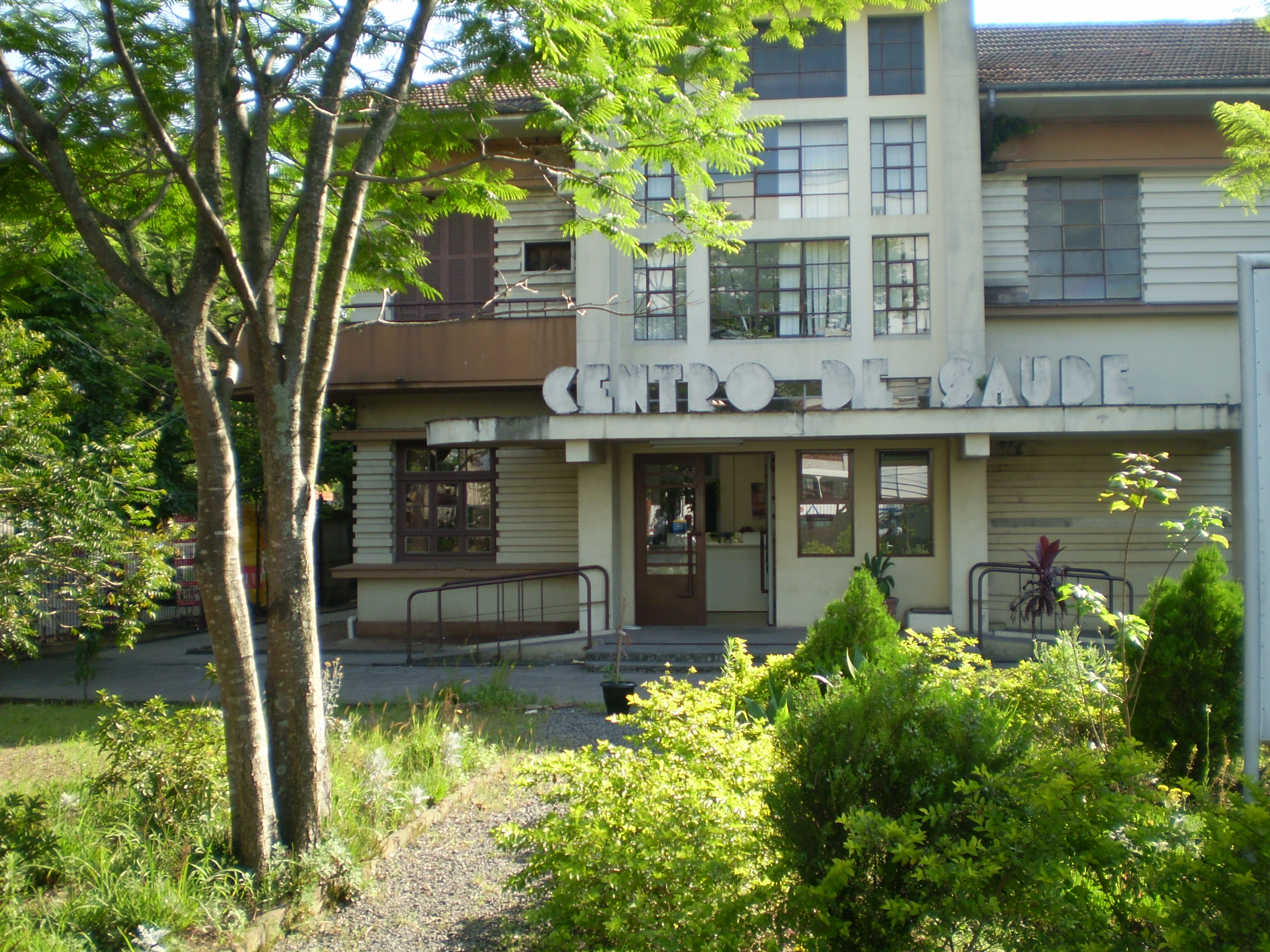
Centro de Saúde
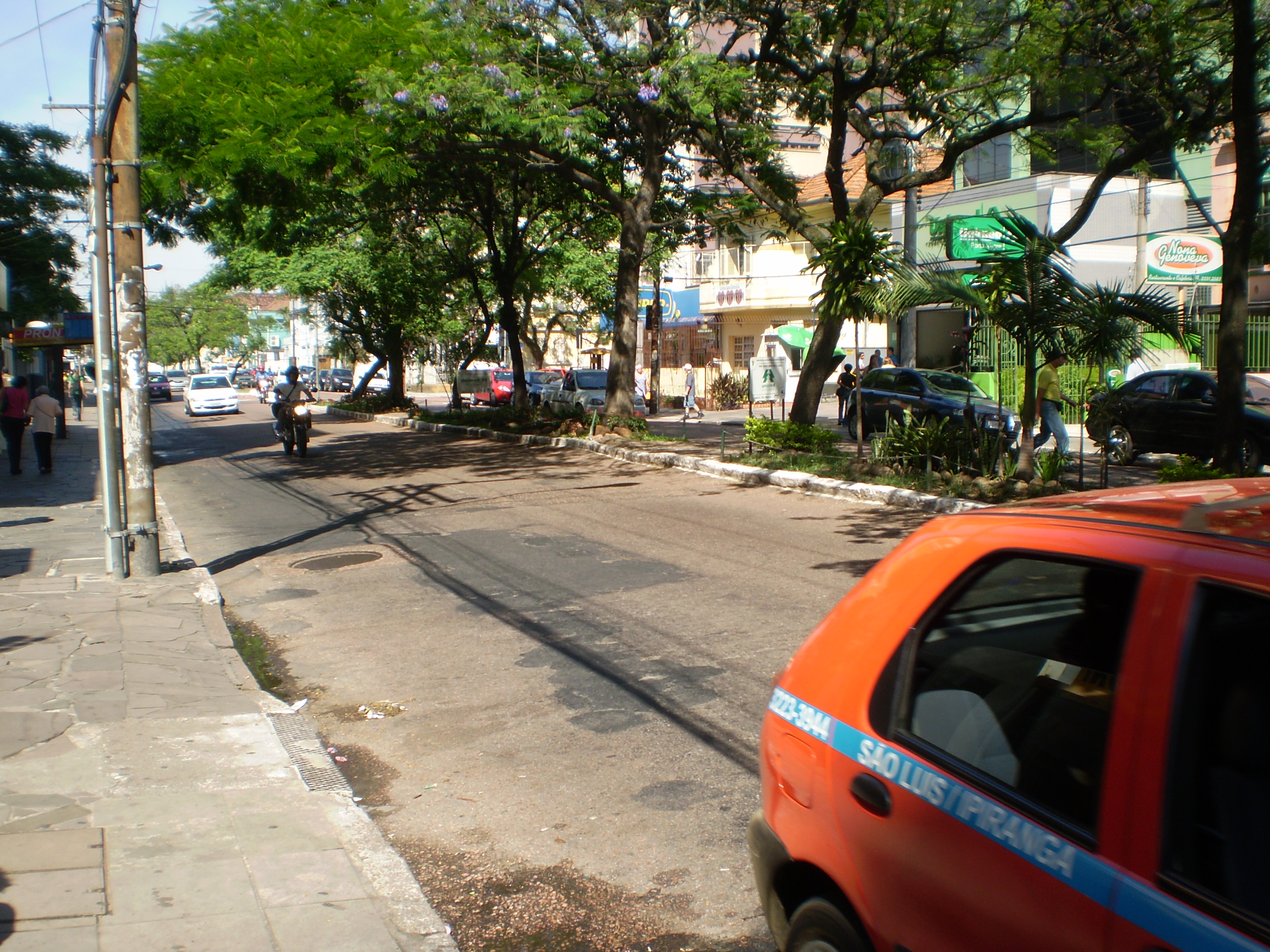
Avenida Venâncio Aires
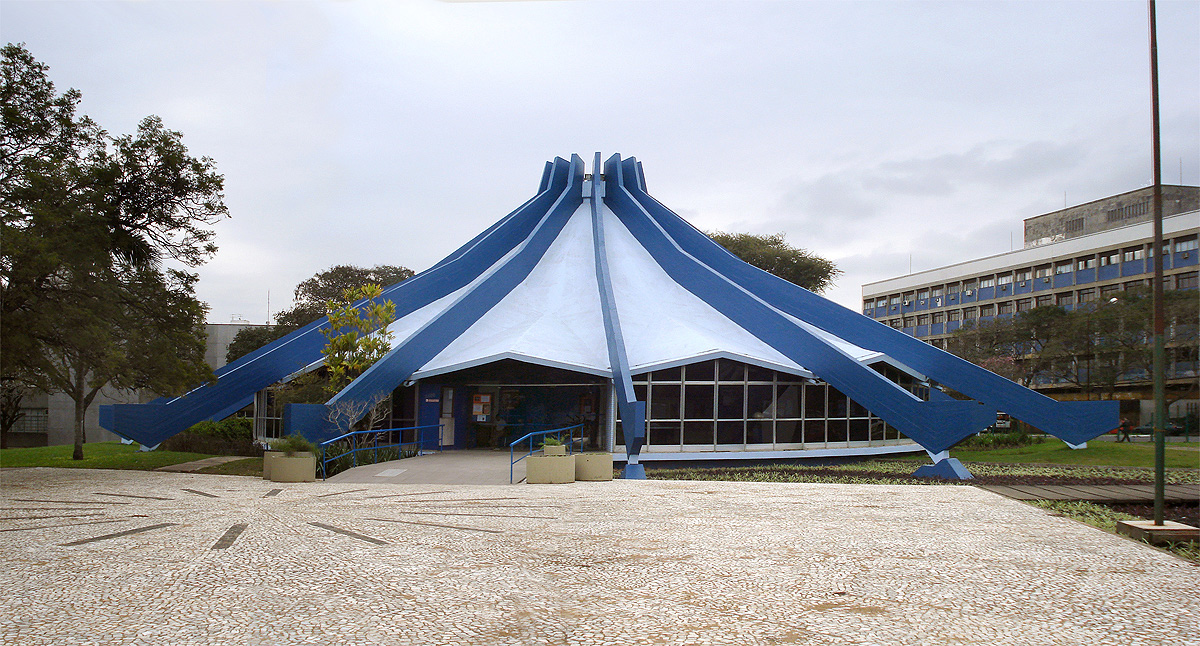
Planetário de Porto Alegre
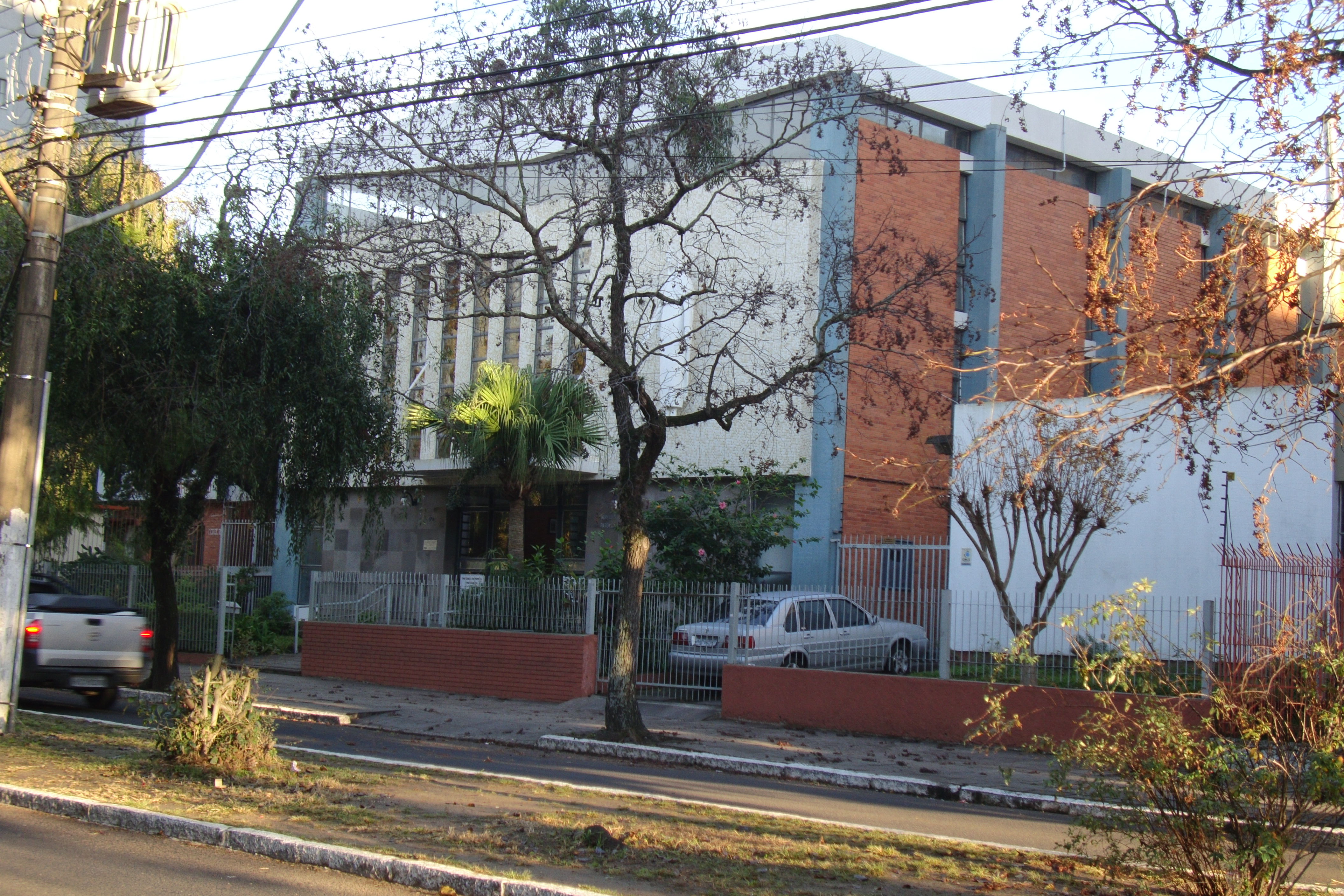
Igreja Nossa Senhora do Líbano
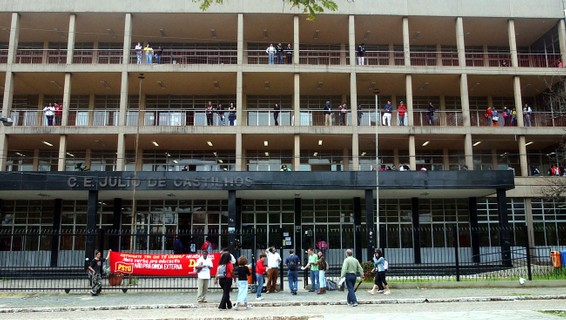
Colégio Estadual Júlio de Castilhos
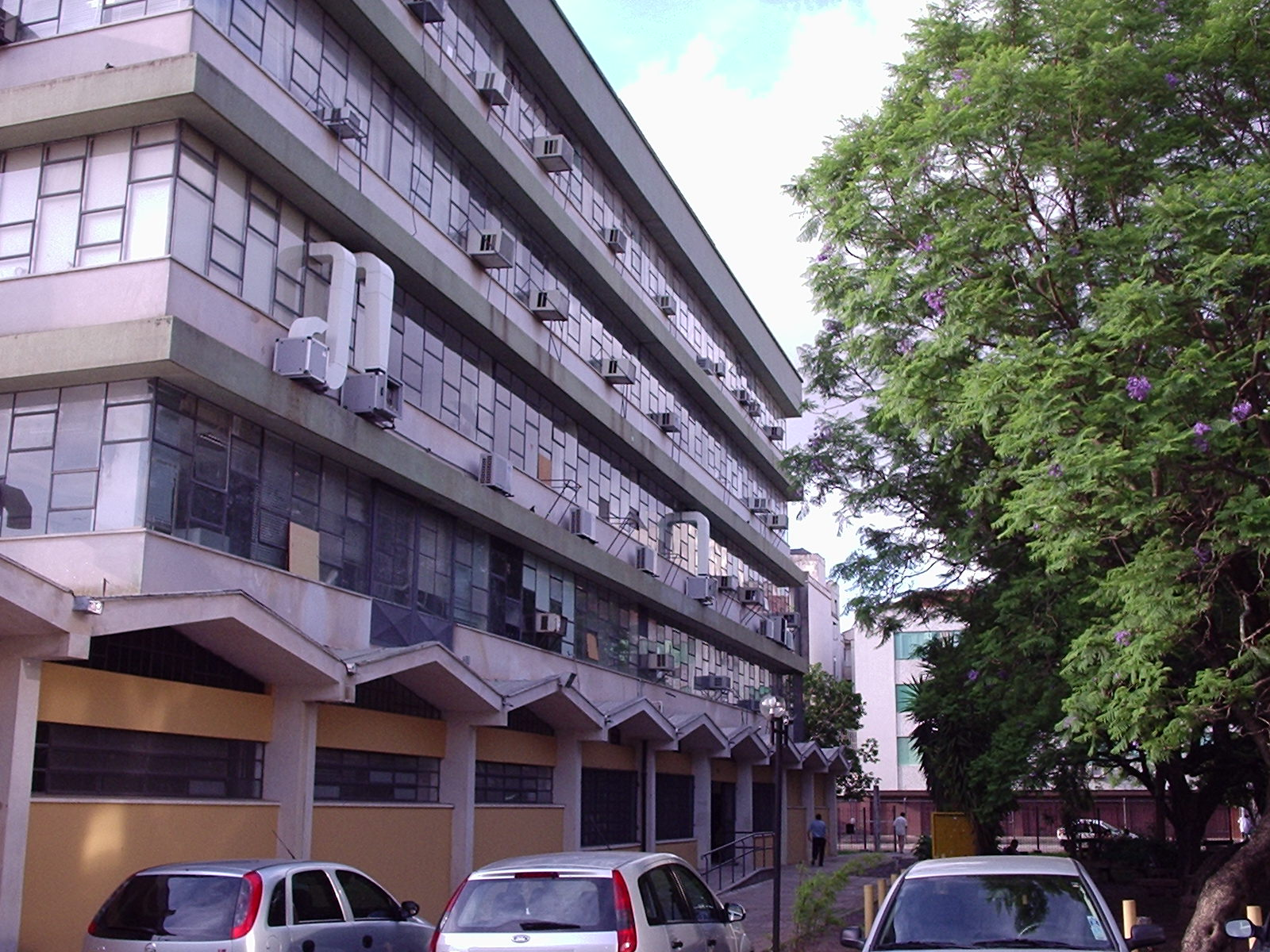
Prédio da Fabico

## Limites atuais
Avenida João Pessoa, da esquina da Rua Venâncio Aires até o ponto de convergência entre aquela radial e a Avenida Bento Gonçalves; desta, até a Rua Veador Porto; desta, por toda a sua extensão, até encontrar a Avenida Ipiranga; desta, seguindo na direção leste/oeste, até a Rua Ramiro Barcelos; desta, até a esquina com a Avenida Protásio Alves; por esta, na direção leste/oeste, até a Avenida Venâncio Aires; e, desta até encontrar a Avenida João Pessoa.
Seus bairros vizinhos são: Azenha, Farroupilha, Santo Antônio, Partenon e Santa Cecília.

## Moradores famosos
- Joseph Franz Seraph Lutzenberger, arquiteto e artista plástico[9]
- José Lutzenberger, ambientalista, filho do anterior